# عين الحياة (كتاب)
عين الحياة هو كتاب حديث باللغة الفارسية لمحمد باقر المجلسي (1616-1698 م).

## المحتويات
أسماء الفصول:
1. نبذة عن صحابة النبي محمد
2. الخطوات
3. الأساسيات
4. الفوائد
5. التألق أو أشعة الضوء
6. الأهداف
7. المبادئ أو اللوائح
8. الصفات - قصيل
9. لمعات: أشعة النور
10. الفواكه
11. النجوم
12. الينابيع أو الجداول
13. الحالة
14. المصابيح
15. الدعوات

## طالع أيضًا
- قائمة الكتب الشيعية
- الشريف مرتضى
- الشريف الرضي
- الشيخ المفيد
- الشيخ الطوسي
- الشيخ الصدوق
- محمد الكليني
- العلامة المجلسي
- الشيخ الحر العاملي

## روابط خارجية
- عين الحياة (الإنجليزية) نسخة محفوظة 10 أكتوبر 2011 على موقع واي باك مشين.